# Intelligence Support Activity
L'US Army Intelligence Support Activity (USAISA), généralement abrégée en Intelligence Support Activity ou ISA, est une unité créée pour répondre à des besoins critiques de renseignement militaire et d'opérations spéciales.
L'unité a porté le nom d'Intelligence Support Activity de 1981 à 1989. En mars 1989, l'utilisation de ce nom fut arrêtée, mais l'unité continua à fonctionner sous des noms de code changés régulièrement, tels que Centra Spike, Torn Victor ou Gray Fox. Elle est également surnommée Task Force Orange.

## Missions
Les tâches originelles de l'ISA sont la collecte clandestine de renseignement et le soutien opérationnel dans des circonstances où les moyens conventionnels sont inadéquats, en particulier dans les opérations de contre-terrorisme. Au cours de son existence, l'ISA a accompli une large gamme de missions : collecte de renseignement, estimation de sécurité et de renseignement, préparatifs dans des zones d'intervention potentielles, soutien opérationnel, formation de personnel étranger, etc.
D'une manière générale, et contrairement aux activités typiques des unités militaires clandestines de renseignement, l'ISA ne collecte pas des renseignements destinés à guider la prise de décision politique mais fournit le renseignement et le soutien permettant aux militaires d'implémenter les décisions prises par le gouvernement.
Contrairement aux unités de collecte de renseignement humain de l'armée américaine, l'ISA effectue également des opérations de renseignement d'origine électromagnétique.

## Opérations connues
- Campagne de renseignement en Italie à la suite de l'enlèvement du général américain James L. Dozier par les Brigades Rouges en 1981.
- Opération d'écoute électronique Queens Hunter en Amérique centrale (1982-1984).
- Opérations à Beyrouth pendant la guerre du Liban.
- Participation à la lutte contre le Cartel de Medellín et la traque de Pablo Escobar (1989-1993)[2].
- Participation à la traque de personnes inculpées pour crimes de guerre en ex-Yougoslavie (1997[3]).
- Affectation de spécialistes d'interception de communications dans des équipes de forces spéciales lors de la bataille de Tora Bora[4] et de l'opération Anaconda[5].

## Culture populaire
- L'ISA est l'organisme qui emploie La Machine ainsi que "ses" agents de terrain "officiels" dans la série Person of Interest.